# Marsas (Gironda)
Marsas es una comuna francesa situada en el departamento de Gironda, en la región Nueva Aquitania.

## Demografía
| 523 | 568 | 522 | 724 | 806 | 864 | 1213 |
| Para los censos de 1962 a 1999 la población legal corresponde a la población sin duplicidades (Fuente: INSEE [Consultar]) |     |     |     |     |     |      |